# Amor para Três
Amor para três é um filme brasileiro de 1960 , produzido e dirigido por Carlos Hugo Christensen. O roteiro adaptado pelo diretor é baseado na peça "Divorciemo-nos" de Victorian Sardou. É uma comédia sobre um triângulo amoroso. Números musicais com Tito Madi, Ribamar, Manézinho Araujo, Hi-Fi Boys e Américo Miranda .

## Elenco
- Susana Freyre...Julieta
- Agildo Ribeiro...Doutor Jacinto
- Fábio Cardoso...Carlos C. Santos
- Jaime Costa...Doutor Almeida (apenas na cena final e quebrando a quarta parede)
- Maria Pompeu...Luísa
- Orlando Guy...Sócrates, o mordomo
- Oduvaldo Viana Filho...Sampaio
- Afonso Stuart...Atílio, dono do restaurante
- Carmem Verônica...Estela
- Marga de Los Llanos...Jandira

## Sinopse
O casal de classe alta carioca, Julieta e o médico Carlos, completam dois anos de casado mas o relacionamento é abalado quando a mulher surpreende no consultório o marido sendo abraçado e beijado por uma de suas clientes, a impetuosa viúva Estela. Imediatamente Julieta avisa que pedirá o desquite e chama o advogado e antigo pretendente Doutor Jacinto, para cuidar dos papéis da separação. Carlos conhece Jacinto e o odeia, mas acaba cedendo à separação quando a mulher lhe mente e diz que está apaixonada pelo advogado.